# Норвегия на летних Олимпийских играх 2000
Норвегия на летних Олимпийских играх 2000 была представлена 93 спортсменами. По сравнению с прошлыми играми сборная Норвегии завоевала на две золотых медали больше.

## Награды

### Золото
| Золото | |                                           |
| №      | Спортсмены | Вид спорта (дисциплина)                   |
| 1      | Кнут Хольманн | Гребля на байдарках и каноэ (Б-1, 500 м)  |
| 2      | Кнут Хольманн | Гребля на байдарках и каноэ (Б-1, 1000 м) |
| 3      | Трине Хаттестад | Лёгкая атлетика (метание копья)           |
| 4      | Анита Рапп, Хеге Риисе, Брит Сандёун, Дайни Мелльгрен, Бенте Нордбю, Марианн Петерсен, Гёрил Кринген, Унни Лехн, Ингеборг Ховланд, Силье Йоргенсен, Моника Кнудсен, Райнхильд Гульбрандсен, Сольвейг Гульбрандсен, Маргунн Хёугенес, Кристин Бекхевольд, Кристен Бо Йенсен, Гро Эспесет. | Футбол (женщины)                          |

### Серебро
| Серебро |                           |                                      |
| №       | Спортсмены                | Вид спорта (дисциплина)              |
| 1       | Фредрик Беккен Олаф Туфте | Академическая гребля (двойка парная) |
| 2       | Хьерсти Плетцер           | Лёгкая атлетика (ходьба, 20 км)      |
| 3       | Труде Гундерсен           | Тхэквондо (до 67 кг)                 |

### Бронза
| Бронза | |                                      |
| №      | Спортсмены | Вид спорта (дисциплина)              |
| 1      | Моника Сандве, Элсе-Марте Сёрлье, Хейди Хьюгум, Жанет Нильсен, Марианн Рокне, Бриджитт Сеттем, Тонье Ларсен, Сесиль Леганжер, Хьерсти Грини, Трине Халтвик, Элизабет Хильмо, Кристин Дувхольт, Анн Катрин Эриксен, Магнус Андерссон, Сюзанн Гоксёр Бьеркрхейм | Гандбол (женщины)                    |
| 2      | Пол Дэвис Херман Йоханнессен Эспен Стоккеланд | Парусный спорт (класс Солинг)        |
| 3      | Харалд Стенвог | Стрельба (мал.винтовка, три позиции) |

## Результаты соревнований

### Академическая гребля
В следующий раунд из каждого заезда проходили несколько лучших экипажей (в зависимости от дисциплины). В финал A выходили 6 сильнейших экипажей, остальные разыгрывали места в утешительных финалах B-D.
Мужчины
| Соревнование  | Спортсмены                | Предварительный заезд | Предварительный заезд | Предварительный заезд | Отборочный заезд | Отборочный заезд | Отборочный заезд | Полуфинал | Полуфинал | Полуфинал | Финал   | Финал   | Итоговое место |
| Соревнование  | Спортсмены                | Заезд                 | Время                 | Место                 | Заезд            | Время            | Место            | Заезд     | Время     | Место     | Время   | Место   | Итоговое место |
| ------------- | ------------------------- | --------------------- | --------------------- | --------------------- | ---------------- | ---------------- | ---------------- | --------- | --------- | --------- | ------- | ------- | -------------- |
| двойки парные | Олаф Туфте Фредрик Беккен | 3                     | 6:25,63               | 1 Q                   | не участвовали   | не участвовали   | не участвовали   | 2         | 6:23,50   | 1 QA      | Финал A | Финал A | 2              |
| двойки парные | Олаф Туфте Фредрик Беккен | 3                     | 6:25,63               | 1 Q                   | не участвовали   | не участвовали   | не участвовали   | 2         | 6:23,50   | 1 QA      | 6:17,98 | 2       | 2              |

### Стрельба
После квалификации лучшие спортсмены по очкам проходили в финал, где продолжали с очками, набранными в квалификации. В некоторых дисциплинах квалификация не проводилась. Там спортсмены выявляли сильнейшего в один раунд.
Женщины
| Спортсмен    | Соревнование   | Квалификация | Место | Финал     | Место     | Всего | Место |
| ------------ | -------------- | ------------ | ----- | --------- | --------- | ----- | ----- |
| Линди Хансен | Винтовка, 10 м | 393          | 9     | Не прошла | Не прошла | 393   | 9     |

### Фехтование
Спортсменов — 3
В индивидуальных соревнованиях спортсмены сражаются три раунда по три минуты, либо до того момента, как один из спортсменов нанесёт 15 уколов. В командных соревнованиях поединок идёт 9 раундов по 4 минуты каждый, либо до 45 уколов. Если по окончании времени в поединке зафиксирован ничейный результат, то назначается дополнительная минута до «золотого» укола.
Женщины
| Соревнование         | Спортсмены                                        | 1/32 финала                       | 1/16 финала                          | 1/8 финала            | Четвертьфиналы           | Полуфиналы            | Финал матч за 3-е место | Место |
| Соревнование         | Спортсмены                                        | Соперник Результат                | Соперник Результат                   | Соперник Результат    | Соперник Результат       | Соперник Результат    | Соперник Результат      | Место |
| -------------------- | ------------------------------------------------- | --------------------------------- | ------------------------------------ | --------------------- | ------------------------ | --------------------- | ----------------------- | ----- |
| Индивидуальная шпага | Райнхильд Анденес (22)                            | не участвовала                    | Клаудия Бокель (GER) (11) пор. 10:15 | Завершила выступление | Завершила выступление    | Завершила выступление | Завершила выступление   | 24    |
| Индивидуальная шпага | Маргрет Мёрш (24)                                 | не участвовала                    | Диана Романьоли (SUI) (9) пор. 13:15 | Завершила выступление | Завершила выступление    | Завершила выступление | Завершила выступление   | 26    |
| Индивидуальная шпага | Сильвия Лесоил (34)                               | Тамара Сотра (YUG) (31) пор. 8:15 | Завершила выступление                | Завершила выступление | Завершила выступление    | Завершила выступление | Завершила выступление   | 33    |
| Командная шпага      | Райнхильд Анденес Сильвия Лесоил Маргрет Мёрш (8) |                                   |                                      |                       | Венгрия (1) · пор. 32:45 | За 5-8-е места        | За 7-е место            | 8     |
| Командная шпага      | Райнхильд Анденес Сильвия Лесоил Маргрет Мёрш (8) | Германия (5) · пор. 39:45         | Куба (6) · пор. 32:45                |                       | Венгрия (1) · пор. 32:45 |                       |                         | 8     |